# Elsava
Die Elsava ist ein rechter Zufluss des Mains in den Landkreisen Aschaffenburg und Miltenberg im bayerischen Spessart.

## Daten
Die knapp 25 km lange Elsava ist ein Mittelgebirgsfluss zweiter Ordnung. Sie mündet 233 Höhenmeter unterhalb ihrer Quelle und hat ein mittleres Sohlgefälle von 9,4 Promille. Das Einzugsgebiet der Elsava ist 157 Quadratkilometer groß. Der errechnete mittlere Abfluss an der Mündung beträgt 1,32 Kubikmeter pro Sekunde. Die Elsava berührt das Gebiet von 5 Kommunen und dabei 10 Gemarkungen.

## Name
Der ursprüngliche Name Elsapha entstammt dem althochdeutschen Wort Els für Erle und dem indogermanischen Wort Ap – was Wasser bedeutet. Als Erklärung ergibt sich daraus ein von Erlen bestandener Wasserlauf. Der Fluss gab der Gemeinde Elsenfeld ihren Namen. Einen ähnlichen Namensursprung hat auch der in der Nähe fließende Fluss Aschaff (von Ascapha Eschenwasser) und die in der Rhön verlaufende Els.

## Geographie

### Elsavaquelle

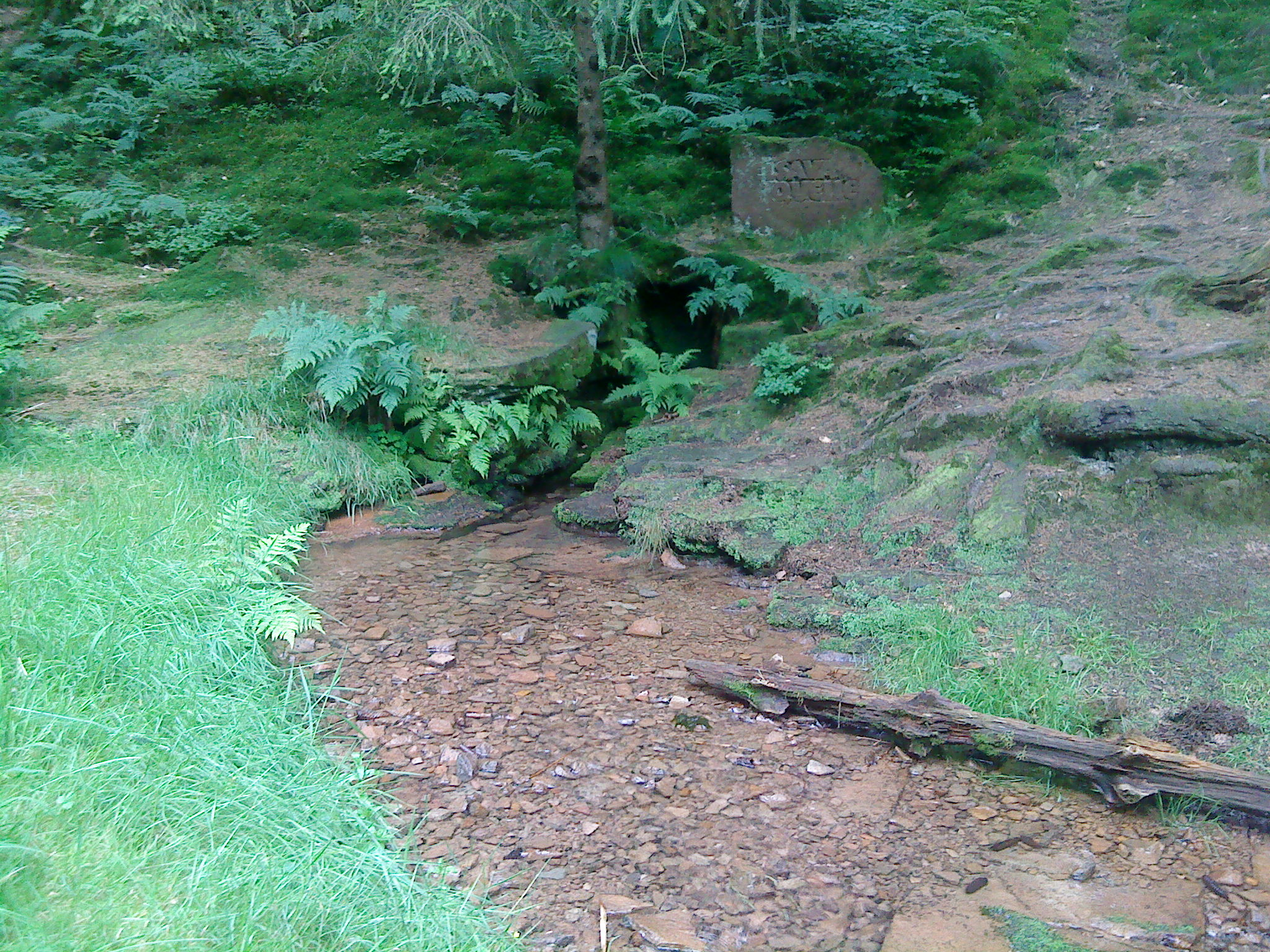
Die Elsavaquelle

Die Elsava entspringt im Landkreis Aschaffenburg nordöstlich von Hessenthal, einem Ortsteil der Gemeinde Mespelbrunn, in einem engen Tal auf etwa 350 m ü. NHN am Fuße des Bergrückens der Eselshöhe. Sie entsteht aus zwei großen Quellen, dem Kaltebrunnen und dem als Elsavaquelle bezeichneten Springbrunnen. Der Kaltebrunnen befindet sich in einem versumpften Gebiet an der Staatsstraße 2308 und speist einen kleinen Weiher. Das Quellwasser der Elsavaquelle entspringt direkt einer Spalte im Fels am linken Hang. Sie ist eine der größten Quellen im Spessart. Nach Starkregenereignissen treten weitere Quellen im Uferbereich aus. Der sich bergwärts in Richtung Echterspfahl fortsetzende Grund liegt trocken, gehört aber zum Einzugsgebiet der Elsava. Der der Elsavaquelle entspringende Kaltenbach mäandriert durch eine Lichtung und vereinigt sich nach etwa 400 m mit dem Bach aus dem Kaltebrunnen.

### Verlauf

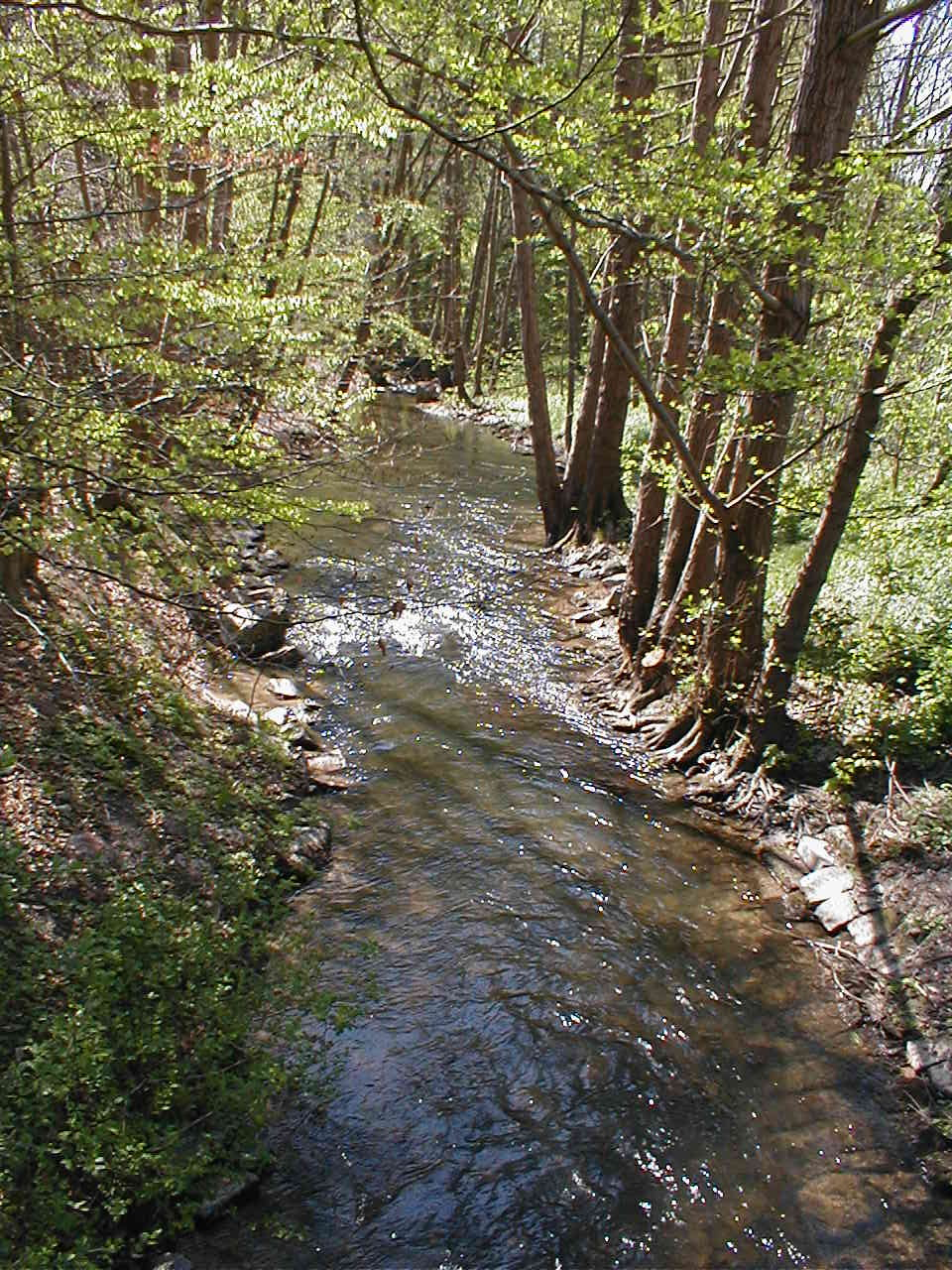
Die Elsava bei Hobbach

Der Kaltenbach fließt am Rande des Waldaschaffer Forstes in nordwestliche Richtung nach Hessenthal. Von dort ab trägt der Bach den Namen Elsava, knickt nach Südwesten ab und unterquert die ehemalige Bundesstraße 8 (heute Staatsstraße 2312). Etwa ab der Wallfahrtskirche Hessenthal ändert der Fluss allmählich seine Fließrichtung nach Südosten. Die Elsava verläuft durch Mespelbrunn, wo in einem Seitental das Schloss Mespelbrunn liegt. Vorbei an der Gruftkapelle der Grafen von Ingelheim erreicht sie die Gemeinde Heimbuchenthal.
Gefolgt von der Staatsstraße 2308 knickt die Elsava im enger werdenden Tal in südwestliche Richtung ab und durchfließt das Dorf. Von dort ab begleitete bis 1978 die Spessartbahn den Fluss. Die Elsava überquert die Grenze nach Eschau im Landkreis Miltenberg und am Neuhammer (zur Gemeinde Dammbach gehörig) mündet der von Rohrbrunn herabfließende Dammbach, einer ihrer größten Zuflüsse, von links.
Die Elsava durchfließt dann den Ortsteil Hobbach. Dort wird sie vom an der Geishöhe (521 m) entspringenden und am Wasserschloss Oberaulenbach vorbei führenden Rosselbrunngraben verstärkt. Über Sommerau gelangt sie nach Eschau. Nach dem Ort fließt die Elsava in die Marktgemeinde Elsenfeld ein und erreicht an der Mündung des Aubaches ihren Scheitelpunkt, wo sie ihre Richtung nach Nordwesten ändert.
Vorbei am Kloster Himmelthal, verläuft der Fluss durch den Ortsteil Rück-Schippach und erreicht das Maintal. Die Elsava unterquert die Staatsstraße 2309 sowie die Trasse der Bahnstrecke Aschaffenburg–Miltenberg, durchfließt das Dorf Elsenfeld und mündet auf einer Höhe von 117 m ü. NHN von rechts in den Main.

### Zuflüsse
Direkte und indirekte Zuflüsse
Nur direkte Zuflüsse:
Von der Quelle abwärts fließen zu:
- Krebsbach (links)
- Hirtenbach (links)
- Dammbach (links)

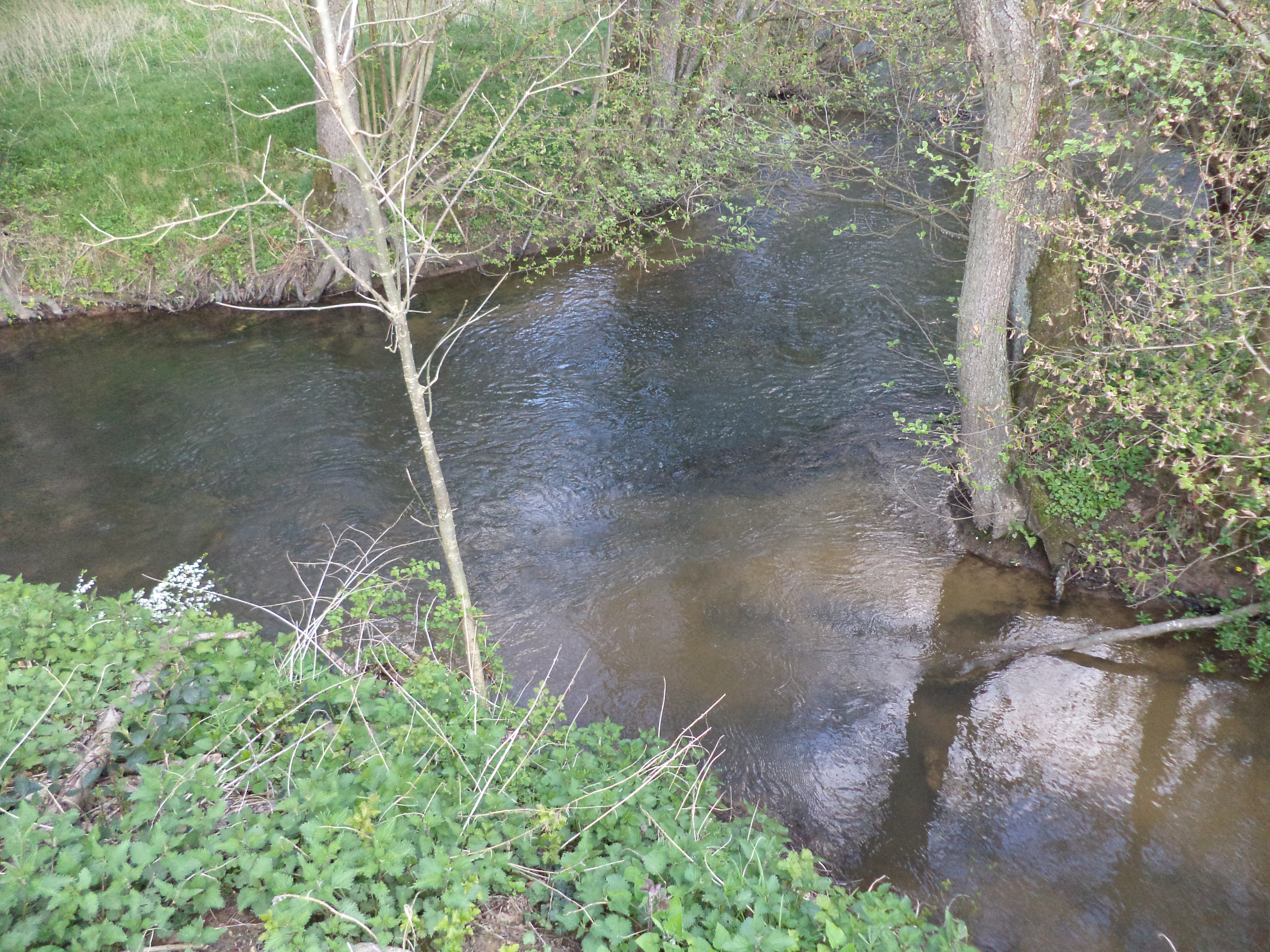
Mündung des Aubaches

- Aubachsgraben (rechts, zeitweilig trocken)
- Rosselbrunngraben (links)
- Brunnfloßgraben (links)
- Künzbach (rechts)
- Listgraben (rechts, zeitweilig trocken)
- Aubach (links)
- Erlengraben (rechts)
- Veilchenbach (links)

## Fauna
In der Elsava kommen Bachforelle, Bachneunauge, Gründling, Hasel, Mühlkoppe, Regenbogenforelle, Rotauge und Dreistachliger Stichling vor.